# Bibliothèque de la place Guisan
La bibliothèque de la place Guisan, ancienne bibliothèque militaire fédérale appelée en allemand Bibliothek am Guisanplatz, est une bibliothèque publique spécialisée dans le domaine militaire et située dans la ville de Berne, en Suisse.

## Histoire
C'est en 1848 que la Bibliothèque militaire fédérale (BMF) a été fondée sur l'initiative de Guillaume-Henri Dufour avec, comme tâche principale, de collecter « des documents militaires, ou relatifs à l'histoire militaire dans les domaines de l'initiation à la guerre, de son histoire, de la technique de l'armement et de l'organisation des armées ». En 1998, la bibliothèque devient le centre d'archives pour le Département fédéral de la défense, de la protection de la population et des sports (DDPS) et l'armée suisse.
Tout d'abord localisée dans l'aile est du Palais fédéral, elle déménage en 2007 dans des locaux précédemment utilisés par l'arsenal de Berne.
Depuis le 1er janvier 2009, la bibliothèque a également pour tâche de coordonner l'activité de l'ensemble des bibliothèques de l'administration fédérale, de diriger la Conférence de documentation de la Confédération ainsi que le réseau de bibliothèques « Alexandria ».

## Collections
Classée comme bien culturel suisse d'importance nationale, la bibliothèque possède plus de 500 000 ouvrages et 7 000 magazines directement ou indirectement liés au domaine militaire. La bibliothèque possède également une collection de cartes postales militaires et une collection d'autographes, toutes deux numérisées et disponibles en consultation sur Internet.

## Sources
- (de) Cet article est partiellement ou en totalité issu de l’article de Wikipédia en allemand intitulé « Bibliothek am Guisanplatz » (voir la liste des auteurs).